# RK Mladost 09 Samobor
Rukometni klub Mladost 09 (RK Mladost 09; Mladost 09; Mladost '09; Mladost 09 Samobor) je muški rukometni klub iz Samobora, Zagrebačka županija. 

## O klubu
Klub je osnovan 2009. godine od strane rukometnih entuzijasta iz Samobora. Ime je dobio prema bivšem samoborskom klubu "Mladost" (kasnije "Samobor"), koji je djelovao od 1959. do 1995. godine. 
 
Klub nastupa s mlađim uzrastima i sa seniorima, koji su se natjecali u Zagrebačkoj županijskoj ligi i Međužupanijskoj ligi Zagreb, a od sezone 2018./19. su članovi 3. HRL - Središte. 

## Vanjske poveznice
- rk-mladost09.com - službene stranice  Arhivirana inačica izvorne stranice od 30. rujna 2018. (Wayback Machine)
- Rk Mladost 09, facebook stranica
- sportilus.com, Rukometni klub Mladost 09 Samobor